# Enalapril
Enalapril, được bán dưới tên thương mại Vasotec cùng với các tên khác, là một loại thuốc dùng để điều trị bệnh huyết áp cao, bệnh thận tiểu đường và suy tim. Nếu sử dụng để điều trị suy tim, thuốc thường được sử dụng với một thuốc lợi tiểu như furosemide. Thuốc được đưa vào cơ thể qua đường uống hoặc tiêm vào tĩnh mạch. Các tác dụng thường xuất hiện trong vòng một giờ sau khi uống và có hiệu lực trong vòng một ngày.
Các tác dụng phụ thường gặp có thể có như nhức đầu, mệt mỏi, choáng váng khi đứng và ho. Tác dụng phụ nghiêm trọng bao gồm phù mạch và huyết áp thấp. Sử dụng trong khi mang thai được cho là gây hại cho em bé. Đây là một thuốc thuộc nhóm thuốc ức chế enzyme chuyển angiotensin (ACEi).
Enalapril được cấp bằng sáng chế vào năm 1978 và được đưa vào sử dụng trong năm 1984. Thuốc nằm trong danh sách các thuốc thiết yếu của Tổ chức Y tế Thế giới, tức là nhóm các loại thuốc hiệu quả và an toàn nhất cần thiết trong một hệ thống y tế. Chi phí bán buôn ở các nước đang phát triển là khoảng 0,08 đến 0,80 USD mỗi tháng. Tại Hoa Kỳ, chi phí là khoảng 25 đến 50 đô la mỗi tháng.